# Château de Bilstein-Aubure
Ne doit pas être confondu avec Château Bilstein.
Le château de Bilstein-Aubure, dit aussi Bilstein Alsacien, est un monument historique situé à Riquewihr, dans le département français du Haut-Rhin. 
À ne pas confondre avec l'autre château, le Bilstein-Urbeis, dit aussi Bilstein Lorrain. 

## Localisation
Le château de Bilstein-Aubure se trouve à mi-chemin entre Ribeauvillé et Aubure, à 757 mètres sur la pointe Nord-Est du Schlossberg, sur le ban de la commune de Riquewihr.

## Historique
La première mention du château apparaît en 1217. Elle est liée à une affaire ténébreuse : le prévôt Matthieu, frère du duc de Lorraine et assassin de l’évêque de Toul, trouve refuge au Bilstein, alors possédé par les sires de Horbourg ; c’est la première fois qu’est mentionné ce château qui occupe l’extrémité de la côte du Schlossberg, à 757 mètres d’altitude.
Les frères Walter et Burkart de Horbourg, qui en sont les constructeurs, revendent toute leur seigneurie à Ulrich de Wurtemberg en 1324, pour la somme de 4000 Marks d'argent car ils sont sans descendance. Le château devient alors prison. En 1337, Ulrich fait descendre une statue miraculeuse de la vierge en la chapelle Notre-Dame du cimetière de Riquewihr, ce qui donne lieu à une affluence de pèlerins.
Dans les années 1470, des travaux d’entretien y sont réalisés, avec notamment la pose de nouvelles tuiles fabriquées à Riquewihr, puis à nouveau en 1546. Les Wurtemberg passent à la Réforme, du coup les troupes impériales assiègent le château. En 1547, les troupes de Charles Quint, en guerre contre les protestants, assiègent en vain le château.
De nombreux travaux furent ensuite menés. Ainsi en 1558-59, on remplaçait les encadrements et vitres des fenêtres. L'année suivante, la toiture du donjon fut refaite, les travaux durèrent 20 jours. En 1561, on remplaça 800 tuiles plates, et 32 carreaux de poêles furent échangés.
La Guerre de 30 ans voit le comte Schlick et ses mercenaires piller la forteresse. En 1640, le château est la proie d'un incendie, pourtant un dernier bailli y prendra ses fonctions en 1655 jusque vers 1670. Le château devait ressembler à une vaste ferme puisqu'il est précisé dans les textes anciens que le vacher recevra du sel et des clochettes pour ses bêtes, sans oublier son habit de service, un pantalon et des chaussures !
Le château du Bilstein est ensuite laissé à l’abandon et la ruine a servi comme carrière de pierres . Une zone de carrière de grès des Vosges, ayant alimenté le chantier du Bilstein, a été identifiée au sud-ouest du château, au lieu-dit Koenigstuhl.
L'édifice fait l'objet d'un classement au titre des monuments historiques depuis 1898.